# Schloss Farmach

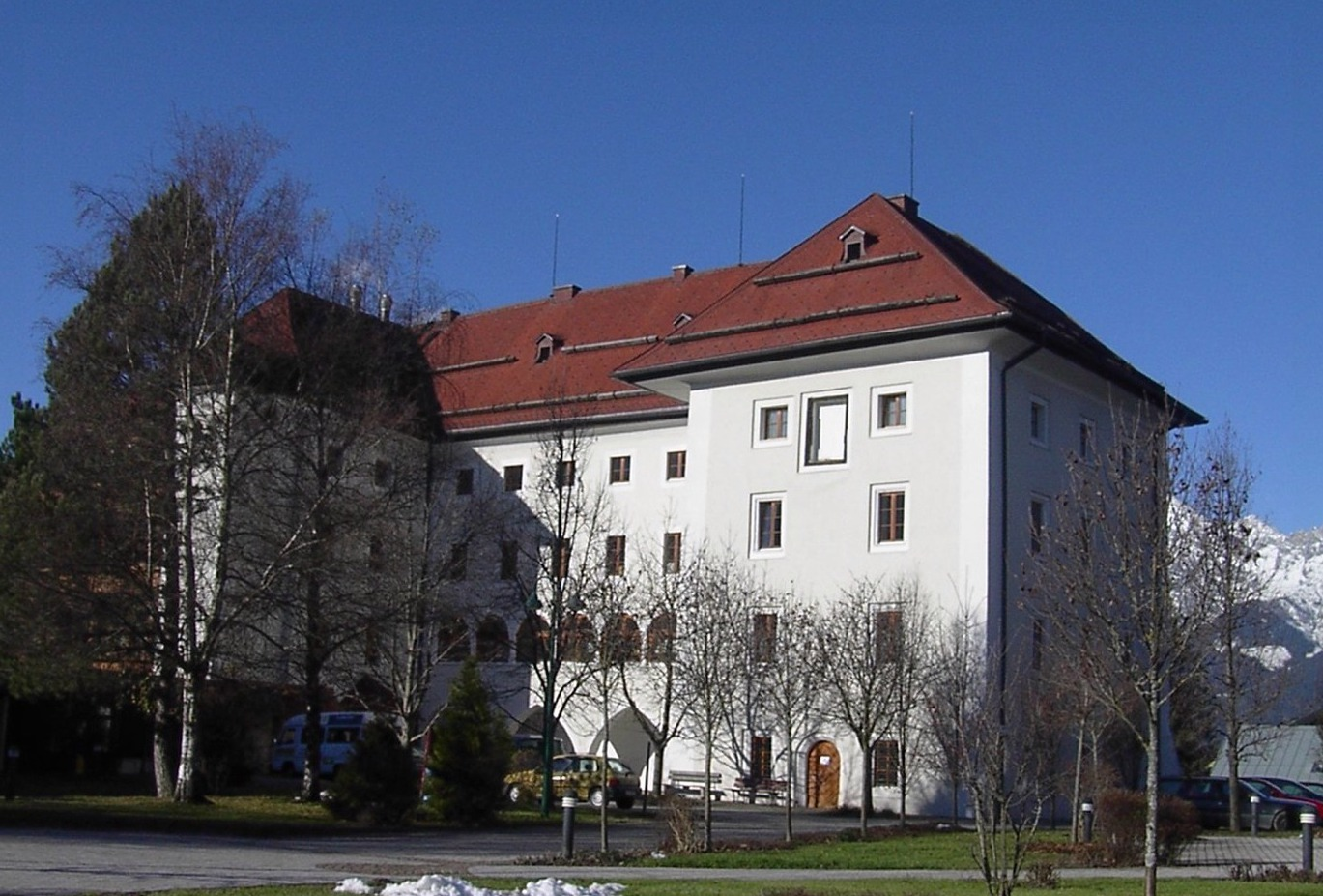
Saalfelden 2004
Schloss Farmach

Schloss Framach ist ein Schloss in Saalfelden. Es steht unter Denkmalschutz (Listeneintrag).

## Geschichte
Die Geschichte des Schlosses liegt sehr im Verborgenen. Die erste Urkunde, die auf dieses Anwesen hindeutet, stammt aus dem Jahr 1272. 1339 ist ein Jans von Farmach in einer Urkunde erwähnt.
Zeitgeschichtlich auch nicht gesichert ist, wann der Hof zu Farmach den Herren von der Albm zugefallen ist. Sicher ist aber, dass dieses Geschlecht den Hof in ein Schloss ausbauten. 1567 war das Schloss im Besitz einer Helena von der Alm, der Gemahlin des Freiherrn Georg von Toerring. 1599 erwarb Hans Zehentner, Toerrings Verwalter zu Farmach seit 1555, dass Schloss samt allem Grund. Ab 1614 durfte er sich laut kaiserlichem Dekret mit dem Prädikat von Farmach schmücken. Das Schloss blieb etwa 130 Jahre im Besitz der Zehentners, ehe 1737 ein Franz Raimund von Rehlingen das Schloss kaufte und 1760 mit einem grundlegenden Umbau begann. Die Arbeiten wurden nicht vollendet. Er verstarb 1770.
1785 ging das Anwesen an den Bauern Bartlmä Schwaiger als Urbargut. Es wurde ein Anbau errichtet – der Maierhof – der für Pferde und Kühe ausgebaut war und in welchem ein Gasthaus untergebracht war.
1822 erwarb das k.k. Aerar das Schloss um hier das Pfleggericht, später das Bezirksgericht und das Steueramt für den Raum Saalfelden unterzubringen. Im Zuge von Umbauarbeiten wurde der Marmorboden des Saales ausgelöst und in das Schloss Mirabell in Salzburg gebracht. Dort kann er noch heute im Marmorsaal, dem Trauungssaal der Stadt Salzburg, bewundert werden.
1902 wurde das gesamte Objekt von den Gemeinden Saalfelden, Leogang und Maria Alm erworben, welche hier ihr gemeinsames Spital und Altersheim einrichteten. Seit 1904 ist Schloss Farmach im alleinigen Besitz der Gemeinde Saalfelden.
Um 1900 war Schloss Farmach noch ein auffälliger, großer Baukörper umgeben von weiten Wiesenflächen und weithin sichtbar. Saalfeldens Zentrum liegt etwa einen Kilometer von Farmach entfernt. Heute sind die weiten Wiesen verbaut und Farmach liegt am unmittelbaren Stadtrand Saalfeldens.
Das Altersheim wurde im Laufe der vielen Jahren erweitert, verbessert, vergrößert und attraktiver gemacht. Größere Zubauten fanden um 1960, um 1980 und 2000 statt. Heute ist Farmach eine viel beachtete und gerne angenommenen Seniorenresidenz. Im November 2004 beging man feierlich das 100-jährige Bestandsjubiläum.